# 保罗·埃斯林
保罗·埃斯林（德語：Paul Eßling，1940年8月13日—1982年12月31日），东德泥瓦工，由于刺杀東德領導人埃里希·昂纳克成名。

## 事件簡介
泥瓦工出身的埃斯林，于1982年12月31日在万德利茨附近开车把曾任東德的領導人埃里希·昂纳克的车从侧面撞坏。接下来导致保罗埃斯林与埃里希·昂纳克的卫队开枪互射。民主德国的德意志通讯社报道说埃斯林是自杀，也有报道说是由埃里希·昂纳克的贴身警卫开枪击毙的」。后来星（Stern (Zeitschrift)）的记者Dieter Bub以「刺杀事件：炉子安装工保罗埃斯林，这个人想要枪杀埃里希·昂纳克"」（Das Attentat. Ofensetzer Paul Eßling, der Mann, der Erich Honecker erschießen wollte."）為標題报道了这个突发事件，并得到了民主德国的证实。
但新魯平的检察院在1995年10月得出结论——刺杀事件没有发生。根据埃里希·昂纳克私人保镖 Bernd Brückner 在「广播一台」（Radio Eins，2005年11月27日9点到12点，二在一台"("Zwei auf EINS")栏目)证实，酒后携带装好子弹的枪的保罗突然向前行驶，强迫埃里希·昂纳克的车队让行。接下来保罗试图追赶埃里希·昂纳克的车队。
接着在车队最后行驶的载着两名警察的车拦住了这辆由保罗驾驶的，並越线行驶的肇事车。当一个警察下车准备检查证件时，保罗也下了车，并朝这名警察连射两枪，击中了离这名警察心脏只有两厘米的地方（这名警察侥幸逃生）。这时另一名警察朝保罗两次射击并擊中了他的帽子。就在这时保罗向自己头部射击自杀。

## 後續
保罗由国家安全部安排下秘密下葬，他的家属和朋友没有獲准参加。